# ينا
ينا (بالألمانية: Jena) هي ثاني أكبر مدينة في ولاية تورينغن، ألمانيا بعد إرفورت. مساحتها 114,30 كيلومتر مربع. تقع مدينة ينا في وسط ألمانيا على نهر زاله.
تمتلك مدينة ينا واحدة من أقدم الجامعات الألمانية جامعة يينا التي تأسست سنة 1558.
كما تشتهر مدينة ينا بالبصريات حيث تأسست فيها أكبر شركة بصريات في العالم تحت اسم كارل زيس. كما لديها برجا عاليا ذو ارتفاع 145 متر وفي قمته ثاني أعلى مطعم في ألمانيا.

## معالم المدينة

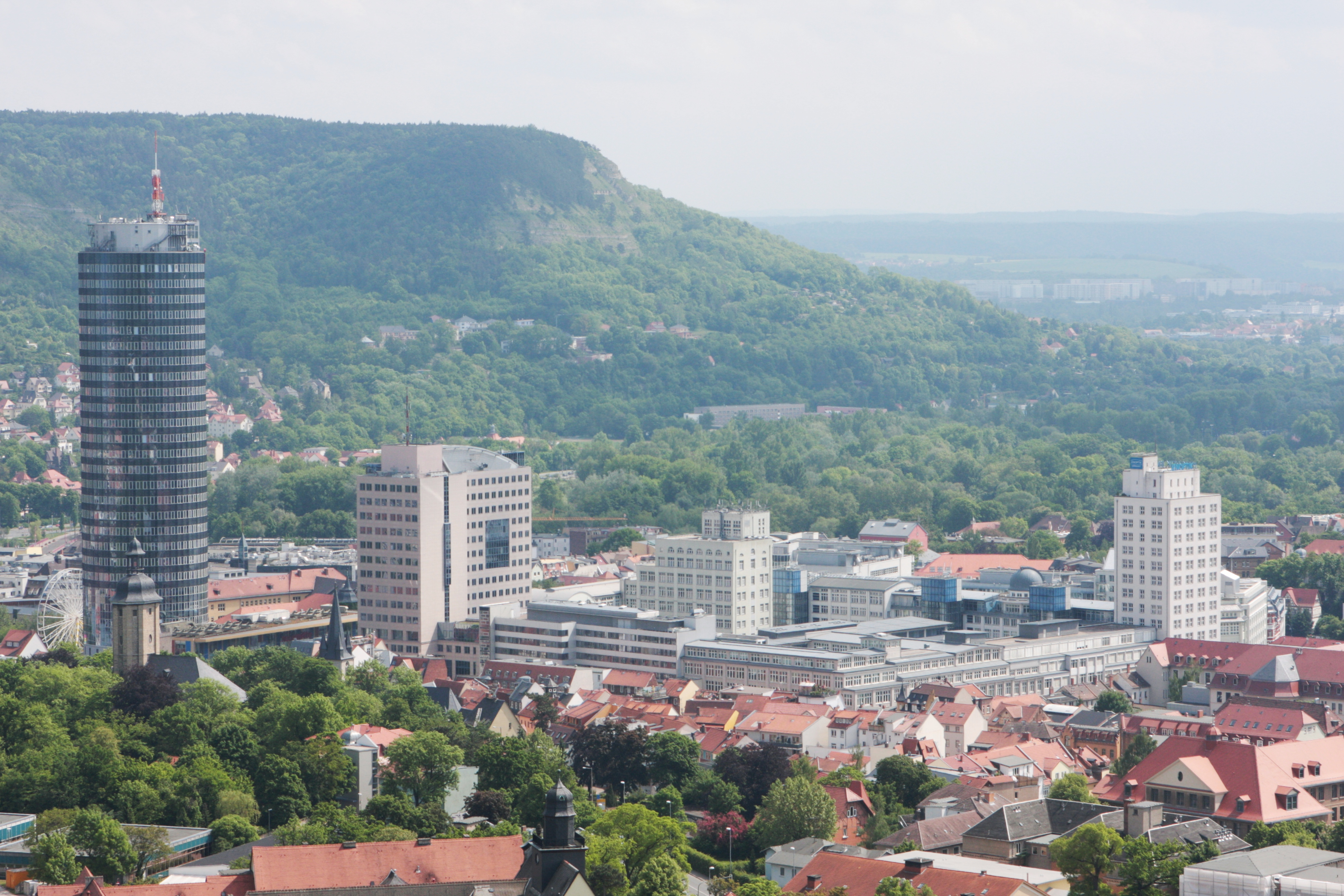
وسط المدينة وبرج ينا Jentower

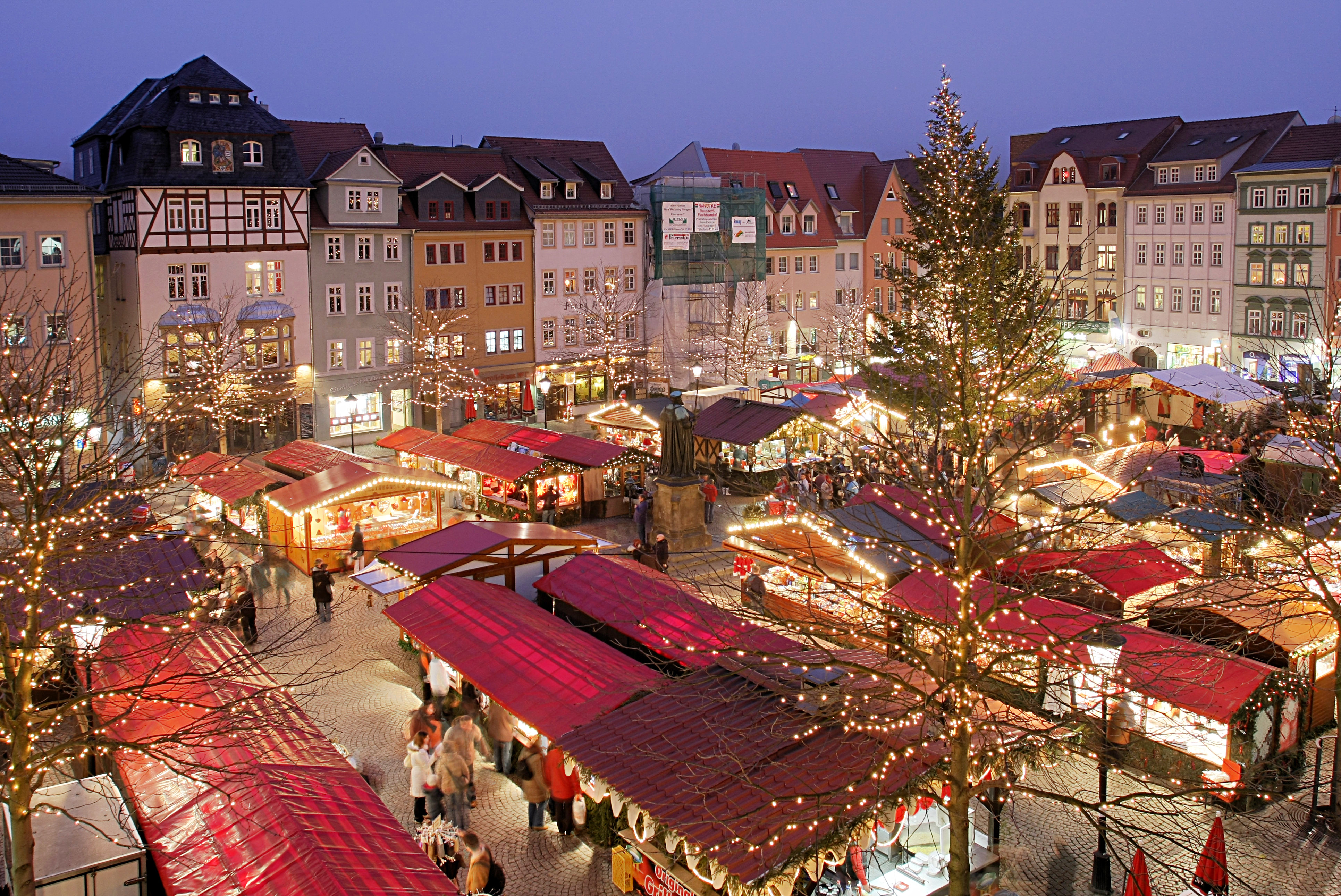
Jenaer Weihnachtsmarkt

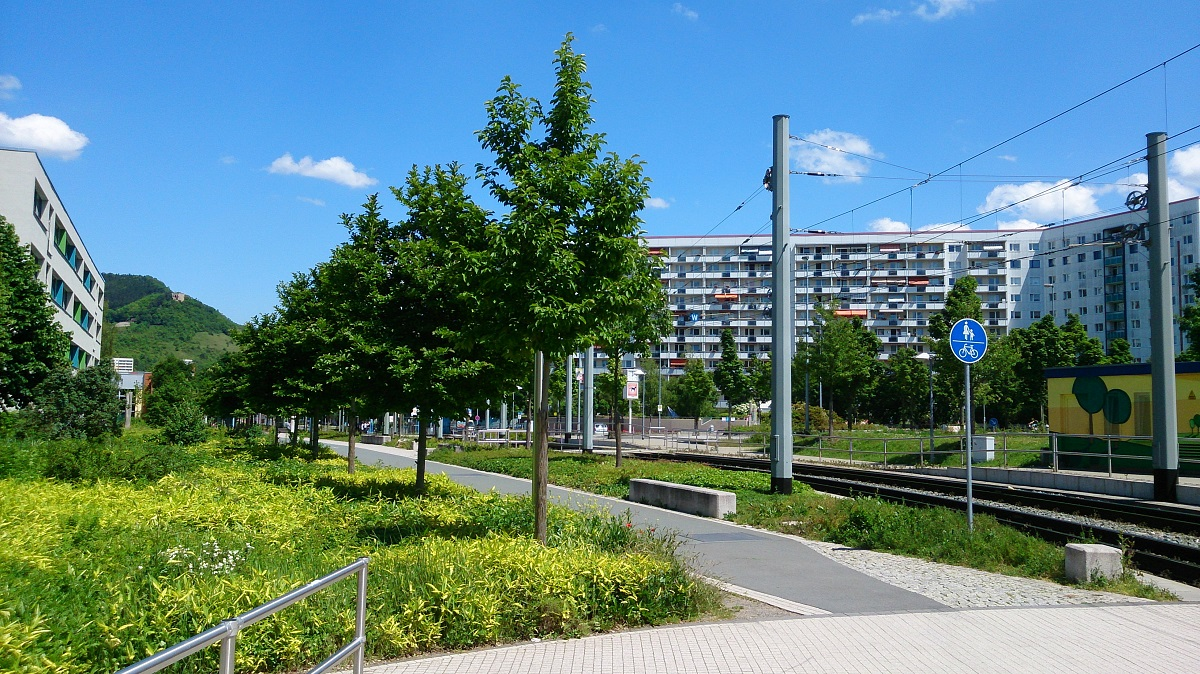
الحي الجديد Lobeda-West

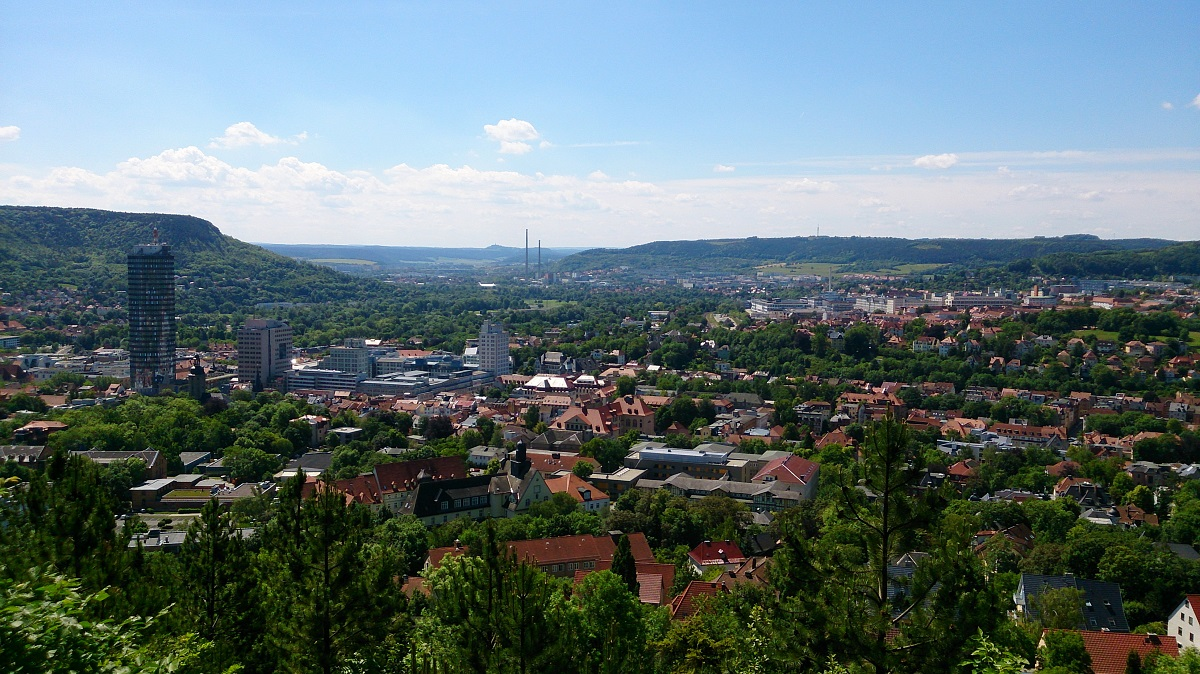
Blick auf Jena-City vom Landgrafen

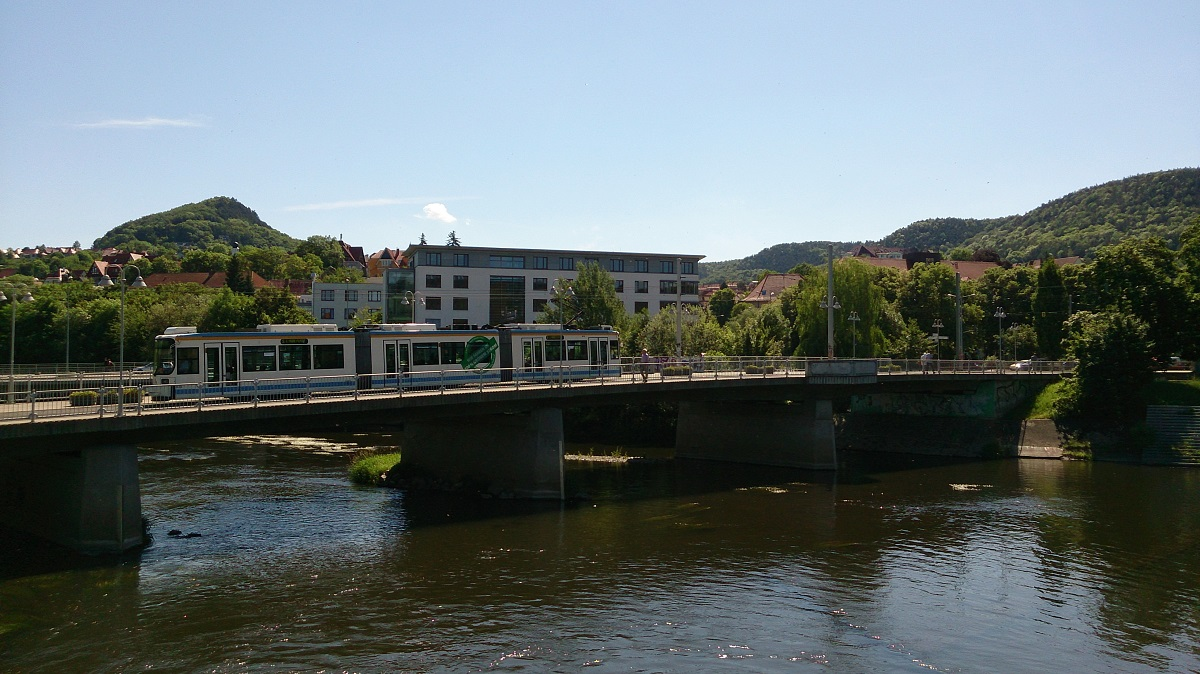
Die Saale in der Jenaer Innenstadt.

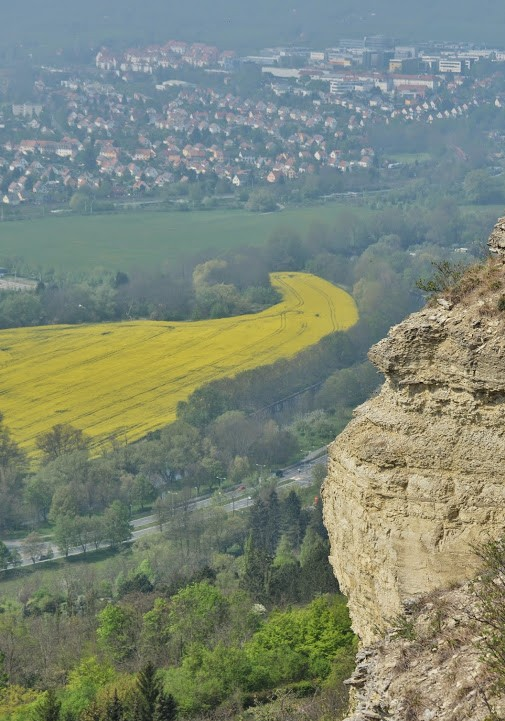
أعالي ينا Jenaer Scholle.

## توأمة
لينا اتفاقيات توأمة مع كل من:
- بيت جالا (سبتمبر 2011 - )[16]
- لوغوج (1983 - )[17]
- بورتو (28 نوفمبر 1984 - )[18]
- إرلنغن (8 أبريل 1987 - )[19]
- بيركيلي (27 يونيو 1989 - )[20]
- San Marcos, Carazo [الإنجليزية]‏ منذ (1998 - )[21]
- أوبارفيلييه (6 مايو 1999 - )[22]
- أجاكسيو

## أعلام
- كارل شتاميتز
- كارل زايس
- بيرند شنايدر
- روبرت إنكه
- جون جوديناف

## وصلات خارجية
- الموقع الرسمي (بالألمانية)

```
(بالإنجليزية)
```

## اقرأ أيضا
- قبة يينا السماوية
- فارتبورغ